# Wellington (Texas)
 For alternative betydninger, se Wellington (flertydig). (Se også artikler, som begynder med Wellington)
Wellington er en amerikansk by og administrativt centrum for det amerikanske county Collingsworth County, i staten Texas. I 2000 havde byen et indbyggertal på 2.275.
34°51′17″N 100°12′49″V / 34.85472°N 100.21361°V